# Siamou
Siamou (Seme), narod šire skupine Kru naseljen u provinciji Kénédougou u afričkoj državi Burkina Faso te u susjednim područjima Obale Slonovače i Malija. Siamou su geografski odvojeni od ostalih Kru skupina i susjedi plemena Toussian i Karaboro. Prvenstveno su obrađivači tla, a glavne kulture su sirak, proso i kukuruz, te nešto jama, graha i riže. Od svojih proizvoda dio odnose na prodaju na lokalne tržnice, a napose pivo od sirka. Muškarci urade najveći dio poslova na poljima, ali pomažu im i žene prilikom sadnje i žetve, a one se bave osim toga i obradom vlastitih vrtova, sakupljanjem šumskih plodova, donošenjem drva i vode, kao i pripremom hrane i sirkovog piva. Goveda, ovce, koze i kokoši imaju sve obitelji. Djeca također pomažu roditeljima u obavljanju raznih poslova. Djevojčice pomažu majci nositi vodu ili mrviti cerealija u avanima, a dječaci u čuvanju stoke. Malenu djecu majke uvijek nose sa sobom gdje mogu, dok ona radi, da se hrane na njezinim prsima. 
Siamou-kuće su četvrtaste, sa zidovima od blata ili gline, ravnih krovova. U gradnji kuća susdjeluju i muškarci i žene. 
Siamou su poglavito animisti, manji dio primio je islam, moguće putem kontakta s muslimanskim Dyula-trgovcima.
Jezik siamou, član je skupine, kru.

## Vanjske poveznice
- Arsène Flavien Bationo, Les Siamou célèbrent leur culture  Arhivirana inačica izvorne stranice od 3. studenoga 2008. (Wayback Machine)